# Slaves
Slaves — американський постгардкор гурт, створений в Сакраменто, Каліфорнія. До складу гурту входили басист Колін Вієйра, гітаристи Вестон Річмонд та Хуан Феліпе Санчес, барабанщик Закарі Бейкер та вокаліста Джонні Крейг. 24 червня 2014 року гурт випустив дебютний альбом Through Art We Are All Equals. Другий студійний альбом, Routine Breathing, був вийшов 21 серпня 2015 року. 16 лютого 2018 року гурт випустив третій студійний альбом Beautiful Death.
Усі учасники, окрім Крейга, сформували рок-гурт Rain City Drive із Флориди, а вокалом зайнявся Метт Мак-Ендрю, який посів друге місце в шоу The Voice, і підписали контракт із незалежним звукозаписним лейблом Thriller Records.

## Історія

### Заснування таThrough Art We Are All Equals(2014)
Про склад гурту стало відомо з Твіттера вокаліста Джонні Крейга 15 січня. Наступного дня він написав у Твіттері, що гурт отримає назву Slaves, її придумав барабанщик-засновник Тай Райт.
Крейг пояснив назву в статті на Ryan's Rock Show: «Люди поневолювали людей так довго, як довго у нас були боги, за якими ми ховалися. Кожна людина є рабом того, що ми любимо — будь то жінки, наркотики, музика чи спорт. Через мистецтво ми всі рівні».
3 березня Alternative Press опублікували статтю про те, що Artery Recordings підписали контракт із гуртом Крейга Slaves. Крейг опублікував твіт, у якому сказав, що звукозаписний лейбл Rise Records не буде пов’язаний з новим гуртом.
Гурт вирушив у перший тур США в травні на підтримку Hands Like Houses, Miss Fortune і Alive Like Me, у травні та червні.
22 квітня Slaves випустили перший сингл «The Fire Down Below» через Artery Recordings. Альбом Through Art We Are All Equals спродюсував Кріс Краммет, він вийшов 24 червня 2014 року. Альбом містить гостьовий вокал Кайла Лукаса, Тайлера Картера з Issues, Віка Фуентеса з Pierce The Veil, а також сестри Джонні Крейга, Наталі Крейг. Трек-лист альбому опублікували у травні 2014 року. Альбом дебютував під № 53 в офіційному чарті Billboard 200 у США.
13 травня 2014 року другий сингл гурту «the Upgrade Pt. II» (продовження пісні The Upgrade з мініальбому Find What You Love And Let It Kill You ) транслювався зі сторінки Artery Recordings на YouTube. Пізніше того ж місяця, 29 травня, гурт випустив лірик-відео на третій сингл з альбому, «Starving for Friends», у якому взяв участь Вік Фуентес з Pierce the Veil.
Slaves взяли участь в турі All Stars Tour. Це був другий раз, коли Джонні Крейг брав участь у All Stars Tour, перший раз з Dance Gavin Dance, що зрештою призвело до того, що його вигнали з гурту.
30 травня басист Джейсон Мейс оголосив через Facebook, що він покине Slaves через сімейні обставини та проблеми зі здоров'ям. Ендрю Мена, колишній учасник Scarlett O'Hara, тимчасово замінив його та гастролював з гуртом протягом решти концертів. Після того як Ендрю Мена повернувся до своїх обов’язків тур-менеджера, Алекс Лайман переконав Майкла Нордіна, операційного менеджера Artery Recordings, приєднатися до гурту для кількох турів. На початку зими 2014 року Колін Вієйра повернувся до Slaves.
24 червня 2014 року Slaves оголосили про хедлайнерський тур Лас-Вегасом, штат Невада, 9 липня 2014 року. Наступними днями вони оголосили про тур до Австралії разом із низкою хедлайнерів, який розпочався 7 жовтня, за участю гуртів як-от Nightmares, Myka Relocate тощо.
9 липня на YouTube-каналі лейблу Artery Recording опублікували перше офіційне відео гурту на четвертий і останній сингл альбому «My Soul Is Empty and Full of White Girls», режисерами/продюсерами якого стали Джеремі Тремп і Шан Дан.

### Routine Breathingта зміни у складі (2015–2016)
7 січня 2015 року гурт завантажив фотографію на свою сторінку у Facebook, на якій стверджував, що «Slaves офіційно почали писати 2-й повноформатний альбом, радійте!» з гештегом «#SLAVES2015».
9 лютого гітарист Крістофер Кім оголосив у Twitter про відхід з гурту. В рамках туру його тимчасово замінив Джонатан Вулф, хоча гурт нібито «кинув його в Техасі» лише через кілька днів. Гурт замінив Вулфа на гастролях Вестоном Річмондом.
21 червня Алекс Ліман і Вестон Річмонд отримали поранення в результаті ножового нападу в Сакраменто. Також постраждав Блейк Еббі, соліст гурту Musical Charis. Charis заявили, що атаку спровокували троє з них в вузьких джинсах.
5 липня гурт опублікував у Twitter фотографію трек-листа альбому Routine Breathing. Трек-лист включає 15 пісень із запрошеним вокалом від Гаррета Реппа (The Color Morale), Спенсера Чемберлена (Sleepwave і Underoath), Тіліана Пірсона (Dance Gavin Dance) і Кайла Лукаса. Також було опубліковано 15-секундний тизер пісні «Burning Our Morals Away» разом з обкладинкою альбому Routine Breathing.
9 липня в мережу потрапив дебютний сингл з другого альбому. 10 липня гурт випустив сингл «Burning Our Morals Away». Реліз альбому планували на жовтень, але його перенесли на 21 серпня 2015 року. Гурт виключили з туру Vans Warped 18 липня після того, як він відіграв лише два концерти. Гурт послався на те, що інші колективи на Warped відсторонили їх від туру, побоюючись, що Джонні знову почне вживати наркотики. 23 липня гурт випустив другий сингл із альбому <i id="mwcg">Routine Breathing</i> — «Death Never Let Us Say Goodbye». Пізніше того тижня вони випустили офіційне відео на пісню «Burning Our Morals Away». 16 серпня гурт випустив третій сингл із Routine Breathing «Drowning In My Addiction» разом з лірик-відео.
З березня по квітень 2016 року у гурту був запланований тур Сполученими Штатами з Myka Relocate, Capture the Crown, Outline in Color і Conquer Divide.
30 березня Алекс Ліман оголосив, що залишає гурт після туру з Capture The Crown. 9 квітня Тай Райт оголосив про вихід зі Slaves, назвавши причиною проблеми в гурті. 10 квітня гурт оголосив про розпад після останнього концерту в Санта-Крус, Каліфорнія.
20 травня Джонні оголосив у Facebook, що Slaves не розпалися, а переживали важкі часи, а Джонні та Колін залишилися єдиними учасниками.

### Beautiful Death, вихід Крейга та зміна лейблу (2017–2019)
11 серпня гурт оголосив про майбутній хедлайнерський тур за участю Outline in Colour і Avion Roe і плани випустити третій альбом. Після цього 20 січня 2017 року гурт випустив сингл «I'd Rather See Your Star Explode».
Спочатку запланований на вересень 2017 року, їхній третій студійний альбом «Beautiful Death» зіткнувся з затримкою на січень 2018 року через розрив лейбла та госпіталізацію Джонні Крейга.  10 липня гурт представив перший хедлайнерський тур по США, «The Beautiful Death Tour», за підтримки Secrets, Picturesque і Out Came The Wolves. У турі також було представлено нові пісні з майбутнього третього альбому, вихід якого запланували на 1 вересня 2017 року. 3 листопада Колін підтвердив підписання контракту з лейблом Warner Brothers.
Згодом, 17 листопада 2017 року, Artery Recordings оголосили через Twitter, що вони розлучаються з Slaves, посилаючись на звинувачення проти Джонні Крейга у численних випадках сексуального насильства.
21 грудня 2017 року гурт оголосив, що третій студійний альбом вийде 16 лютого 2018 року на лейблі Sony Music The Orchard. На початку січня 2018 року вони оголосили про новий хедлайнерський тур за підтримки Кайла Лукаса, Dayshell і Ghost Town для просування нового альбому. Тур розпочався в Далласі, штат Техас, у день виходу альбому і мав завершитися 12 березня 2018 року в Скоттсдейлі, штат Аризона .  
16 лютого 2018 року гурт випустив третій студійний альбом, Beautiful Death, на SBG Records і The Orchard. 24 січня 2019 року гурт оголосив про вилучення Джонні Крейга з гурту, назвавши причиною його відходу наркозалежність. Згодом Джонні Крейг відповів, пояснивши, що він ставив на перше місце своє здоров’я, перш ніж розглядати можливість повернення до музики.

### Вступ Метта Мак-Ендрю,To Better Daysі Rain City Drive
Гурт продовжував гастролювати по Європі та Австралії, а Метт Мак-Ендрю взяв на себе роль вокаліста після відходу Крейга. 28 березня вийшов кліп на пісню «Wasting My Youth».
25 червня 2020 року гурт офіційно оголосив у Facebook про останній реліз під назвою Slaves. У заяві гурт висловив підтримку руху BLM і рішення відмежувати свою музику від терміну з негативною конотацією. Четвертий студійний альбом To Better Days вийшов 7 серпня 2020 року.
Далі гурт оголосив про рішення продовжувати створювати музику та виступати як новий гурт Rain City Drive. To Better Days мав стати частиною каталогу Rain City Drive після підписання контракту із незалежним звукозаписним лейблом Thriller Records.

## Склад гурту
| Остаточний склад - Колін Віейра – бас-гітара (2014, 2015–2020) - Вестон Річмонд – соло-гітара, бек-вокал (2015–2020) - Феліпе Санчез – ритм-гітара, бек-вокал (2018–2020) - Закері Бейкер – барабани (2018–2020) - Метт Мак-Ендрю – вокал (2019–2020) Колишні учасники - Джейсон Мейс – бас-гітара (2014) - Крістофер Кім – ритм-гітара, перкусія, фортепіано (2014–2015) - Алекс Ліман – соло-гітара, бек-вокал (2014–2016) - Тай Райт – барабани, перкусія (2014–2016) - Джонні Крейг – вокал (2014–2019) | Колишні гастрольні учасники - Ендрю Мена – бас-гітара (2014) - Майкл Нордін – бас-гітара (2014) - Джонатан Вулф – ритм-гітара (2015) - Поль Ґол - соло-гітара (2016) - Томас Майкл Джой - ритм-гтіраа (2016) - Крістіан Кітт - барабани (2016) |

Timeline
Часова шкала

## Дискографія

### Студійні альбоми
- Through Art We Are All Equals (2014)
- Routine Breathing (2015)
- Beautiful Death (2018)

### Мініальбоми
- Revision (2019)

### Сингли
- «The Fire Down Below»
- «The Upgrade, Pt. II»
- «Starving for Friends» (featuring Vic Fuentes)
- «My Soul Is Empty And Full of White Girls»
- «Burning Our Morals Away»
- «Death Never Lets Us Say Goodbye»
- «Drowning In My Addiction»
- «Running Through The 6 With My Soul»
- «I'd Rather See Your Star Explode»
- «True Colors»
- «Patience Is The Virtue»
- «I Know A Lot Of Artists»
- «The Pact»
- «Body On Fire»
- «Heavier»
- «Prayers»

### Музичні кліпи
| Рік  | Назва                                    | Посилання | Альбом                        | Прим.         |
| ---- | ---------------------------------------- | --------- | ----------------------------- | ------------- |
| 2014 | My Soul Is Empty and Full of White Girls |           | Through Art We Are All Equals |               |
| 2015 | Burning Our Morals Away                  |           | Routine Breathing             |               |
| 2015 | Running Through the !6! with My Soul     |           | Routine Breathing             |               |
| 2017 | I'd Rather See Your Star Explode         |           | Beautiful Death               | Знято 2 відео |
| 2018 | I Know a Lot of Artists                  |           | Beautiful Death               |               |
| 2018 | The Pact                                 |           | Beautiful Death               |               |
| 2018 | Body on Fire                             |           | Revision                      |               |
| 2019 | Heavier                                  |           | Heavier                       | Сингл         |